# Ambatoboeny
Ambatoboeny es una ciudad en la provincia de Mahajanga, Madagascar. 
- Datos: Q4741163